# Pine Tree Arch
A Pine Tree Arch (ejtsd: pájn trí ács, magyarul am. fenyő boltív) természetes boltív az Amerikai Egyesült Államok Utah államában, az Arches Nemzeti Parkban, Az Ördög Kertjében.
A természetes boltívet homokkőből alakította ki az erózió. A Pine Tree Arch Az Ördög Kertje nevű területen van, ahol még több hasonló képződmény található, melyeket egy 11 km-es út mentén lehet megtekinteni. A legtöbb turista csak a legismertebb Landscape Archot nézi meg, holott a Pine Tree Arch és a Tunnel Arch mindössze 800 méter plusz utat jelent.
A Pine Tree Arch 1560 méterrel a tengerszint felett található, magassága 6,7 méter, szélessége: 8,1 méter.

## Képek

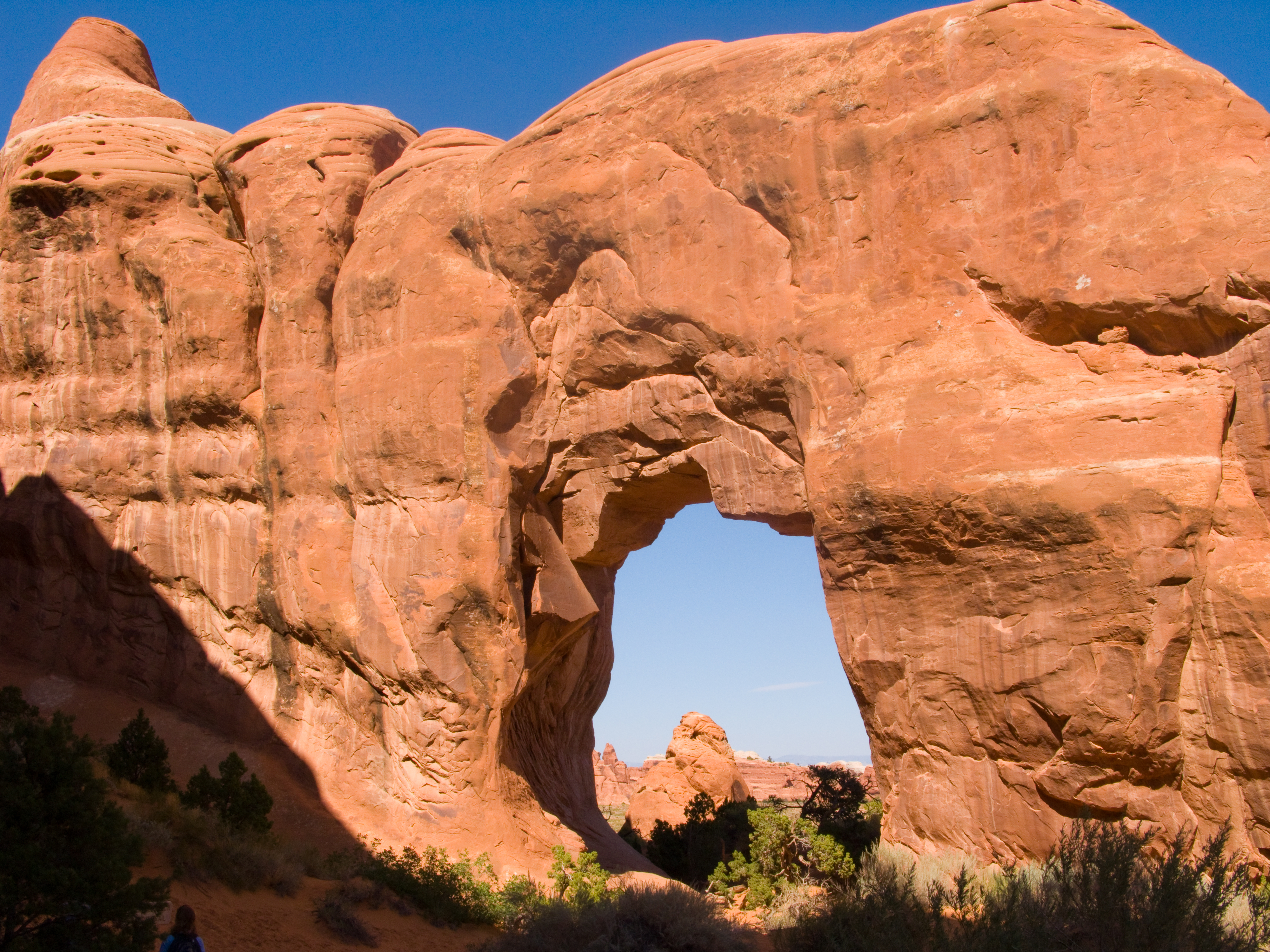
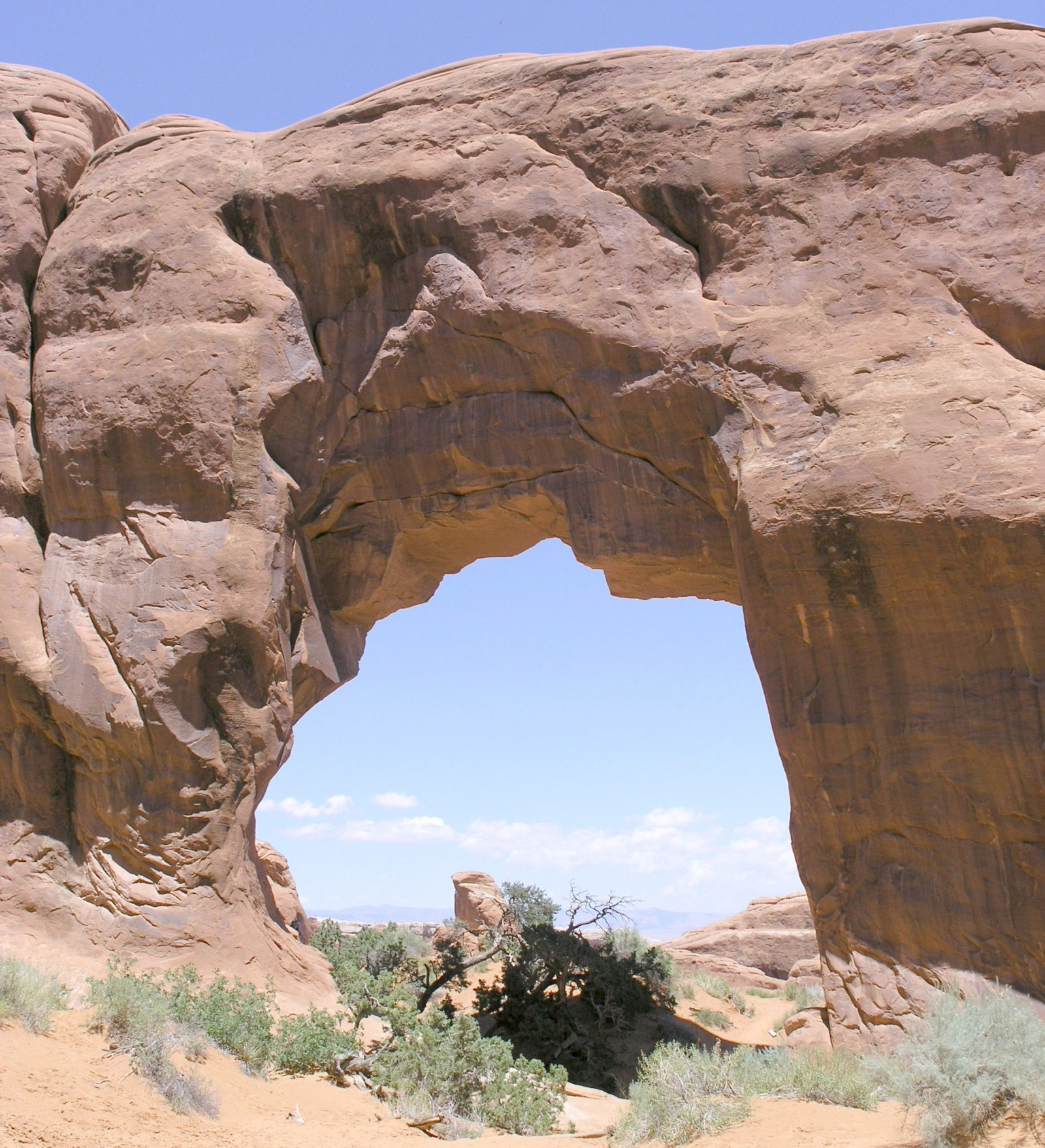

## További Információk
- Tunnel Arch and Pine Tree Arch, Arches National Park, Utah – YouTube-videó